# Dichomeris legnotoa
Dichomeris legnotoa is een vlinder uit de familie van de tastermotten (Gelechiidae). De wetenschappelijke naam van de soort is voor het eerst geldig gepubliceerd in 1986 door Hodges.

## Type
- holotype: "female, 9.VII.1982, E. Knudson. USNM Genitalia Slide No. 14662"
- instituut: USNM
- typelocatie: "USA, Florida, Pinellas County"[3]